# Canada Agriculture and Food Museum
Das Canada Agriculture and Food Museum (CAFM), französisch Musée de l'agriculture et de l'alimentation du Canada, ist ein 1983 eröffnetes Museum und Bauernhof in Ottawa, Kanada. Es ist eines von drei nationalen Museen, die von der Crown Corporation Ingenium betrieben werden. Ingenium betreibt auch noch das Canada Aviation and Space Museum und das Canada Science and Technology Museum. Das Museum befindet sich an historischer Stätte, 901 Prince of Wales Drive, und verbindet traditionelle Landwirtschaft mit modernster Wissenschaftsvermittlung.

## Geschichte und Ziele
Das Museum wurde gegründet, um das landwirtschaftliche Erbe Kanadas zu bewahren und zu präsentieren. Es verbindet Vergangenheit, Gegenwart und Zukunft der Landwirtschaft, indem es die Auswirkungen von Wissenschaft und Technologie auf die landwirtschaftliche Praxis und den täglichen Lebensmittelkonsum hervorhebt. Das Canada Agriculture and Food Museum richtet sich an alle Altersgruppen und verbindet Bildung, Unterhaltung und interaktive Erlebnisse, um ein breites Publikum anzusprechen. Es leistet einen wichtigen Beitrag zur Förderung des Wissens über Landwirtschaft und Ernährung.

## Ausstellungen und Aktivitäten
Die Dauerausstellung behandelt Themen wie „Landwirtschaft für die Zukunft“ und zeigt moderne Technologien wie GPS, Drohnen und Sensoren, die zu einer nachhaltigen Landwirtschaft beitragen. In einem interaktiven Traktorcockpit können Besucher digitale Landwirtschaft erleben. Eine weitere Ausstellung widmet sich der Bedeutung gesunder Böden und der Rolle des Kohlenstoffkreislaufs. Ein Highlight ist die Ausstellung „Ecuador: The Origins of Cacao“, die die Geschichte der Kakaopflanze erforscht und die Verbindung zwischen Kanada und Ecuador beleuchtet, wo der Kakao vor 5300 Jahren domestiziert wurde. Das Museum bietet auch Bildungsprogramme, Führungen, Workshops und Sommercamps an, um das Wissen über Lebensmittelproduktion, Landwirtschaft und Nachhaltigkeit zu fördern. Darüber hinaus gibt es Vorführungen und Veranstaltungen, bei denen die Besucher traditionelle und moderne landwirtschaftliche Methoden hautnah erleben können.

## Tierhaltung
Als funktionsfähiger Bauernhof zeigt das Museum eine Vielzahl von Nutztieren wie Holstein- und Angus-Rinder, Milchkühe, Schafe, Ziegen, Schweine, Kaninchen, Geflügel und Honigbienen. Diese Tiere repräsentieren die landwirtschaftliche Vielfalt Kanadas.